# Egidio Boninsegna

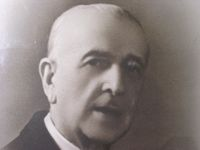
L'artista Egidio Bonisegna

Egidio Boninsegna (Milano, 22 agosto 1869 – Milano, 28 luglio 1958) è stato uno scultore, medaglista e pittore italiano.

## Biografia e attività

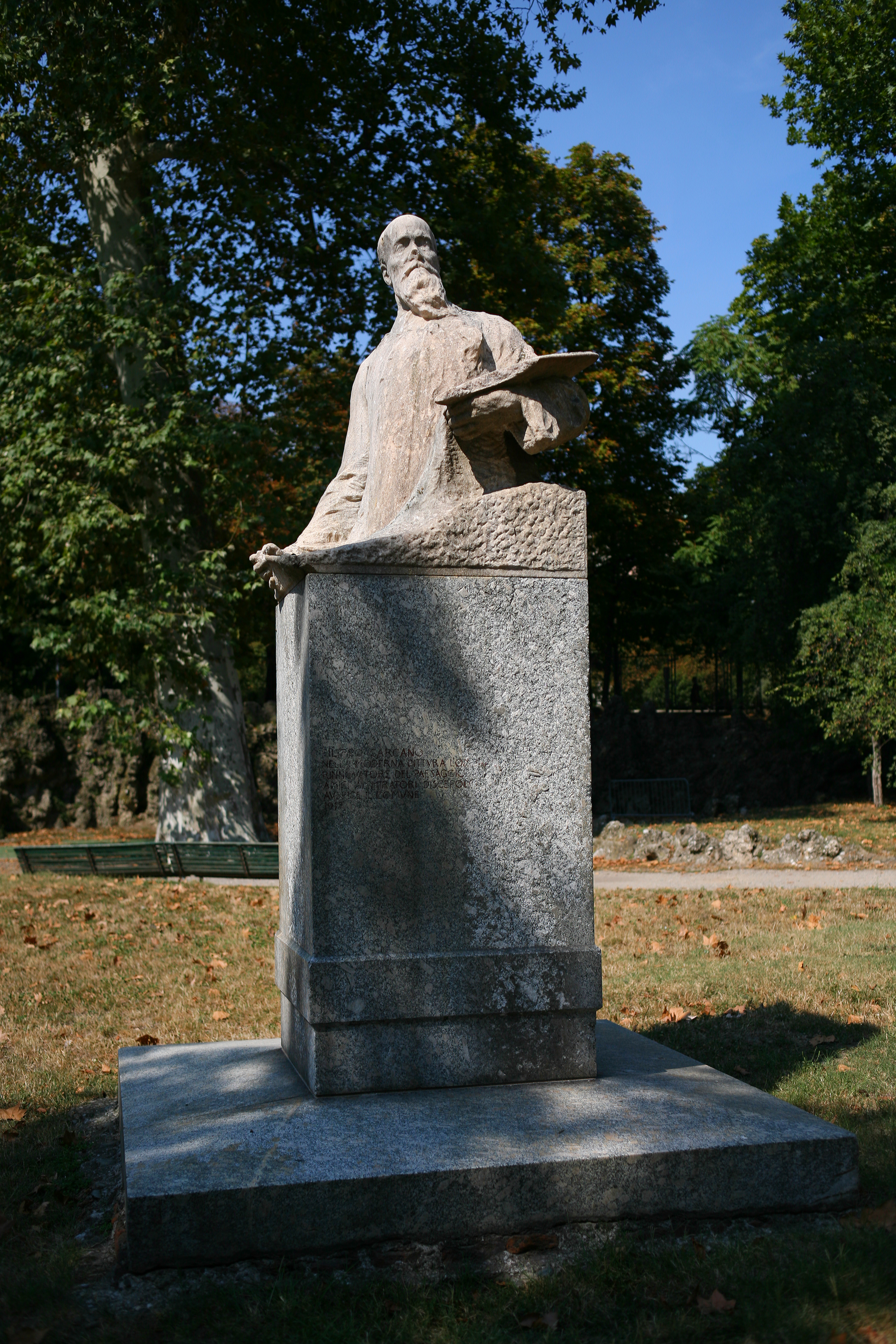
Il monumento a Filippo Carcano (1915)

Panettiere con il padre, dopo vari studi, apprendistati e riconoscimenti riesce ad essere ammesso all'Accademia di Brera, dove è allievo di Enrico Butti.
Dopo aver vinto un bando di concorso istituito dal Ministero della Pubblica Istruzione, inizia un periodo di perfezionamento artistico e di studio presso le Regie Accademie d'Italia di varie città italiane ed estere, durante il quale ha modo di conoscere e vedere all'opera celebri artisti.
Termina questo percorso con una serie di esami conclusivi a Roma, nel 1901.
Successivamente apre uno studio a Milano, la sua città, e inizia un'attività autonoma di scultore in marmo, bronzo e gesso, specializzandosi in monumenti funebri commissionati da privati (alcune sue opere si trovano nel Cimitero Monumentale di Milano), e in medaglie celebrative e onorarie. Minore ma comunque notevole la sua attività di pittore.
Partecipa con sue opere a varie esposizioni, ottenendo riconoscimenti e successi.
Dal 1915 è membro della commissione artistica della Galleria d'Arte Moderna di Milano.
È autore del monumento dedicato al pittore Filippo Carcano (1915), collocato nei Giardini pubblici di Porta Venezia, e della fontana commemorativa degli industriali tessili Ernesto De Angeli ed Eugenio Cantoni, inaugurata il 23 luglio 1921 in Piazza Ernesto De Angeli, e smontata nel 1962 per realizzare la fermata della metropolitana.
È autore nel 1916 della tomba di Arturo Levi al Riparto Israelitico del Cimitero Monumentale di Milano.
Attivo e instancabile, muore nella sua casa-studio milanese. Viene sepolto al cimitero Maggiore di Milano; i suoi resti vengono poi tumulati in una celletta.

## Vita privata
Nel 1917 sposa Brunetta Conti, originaria di Prato, e l'anno successivo nasce il loro primogenito Pierluigi, morto nel 2012.
Nell'ottobre del 1922, a causa di una meningite fulminante, muore il secondogenito Daniele.